# Estádio El Helmántico
O Estádio El Helmántico é um estádio de futebol da Espanha, localizado em Villares de la Reina, na província de Salamanca.

## Construção
O estádio foi inaugurado em 8 de abril de 1970, no mesmo lugar onde havia o antigo Campo del Calvario. Sua primeira partida oficial foi no mesmo dia, entre Salamanca e Sporting, que terminou sem gols. O primeiro gol foi feito pelo atacante Calero, também do Salamanca, que derrotara o Real Valladolid por 2 a 1.
Em 1971, a Seleção Espanhola disputou seu primeiro jogo no estádio contra a Turquia. A Fúria venceu por 3 a 0, gols de Manolín Cuesta e Carlos Santillana. No total, a Espanha realizou 5 partidas no El Helmántico, sendo o último deles contra a Lituânia, pelas eliminatórias da Eurocopa de 2012 (os espanhóis venceram por 3 a 1), que serviu também como uma homenagem a Vicente del Bosque, nascido em Salamanca e revelado pelo Salamanquense - foi no El Helmántico que Del Bosque fez seu único gol pela Fúria, na vitória por 5 a 0 sobre o Chipre, nas eliminatórias da Eurocopa de 1980.
Desde a extinção do Salamanca em 2013, por problemas financeiros, o estádio passou a ser utilizado pelo Salamanquense, que disputa a Segunda División B (terceira divisão nacional), desde 2016.
Dentro do complexo esportivo de El Helmántico, encontra-se o mini-estádio Javier Sotomayor (denominado em homenagem ao ex-saltador cubano, recordista no salto em altura e considerado um dos melhores na história da modalidade), popularmente chamado Pistas del Helmántico, onde o Unionistas de Salamanca (um "clube fênix" do Salamanca original, fundado em 2013) manda seus jogos.

## Galeria de imagens

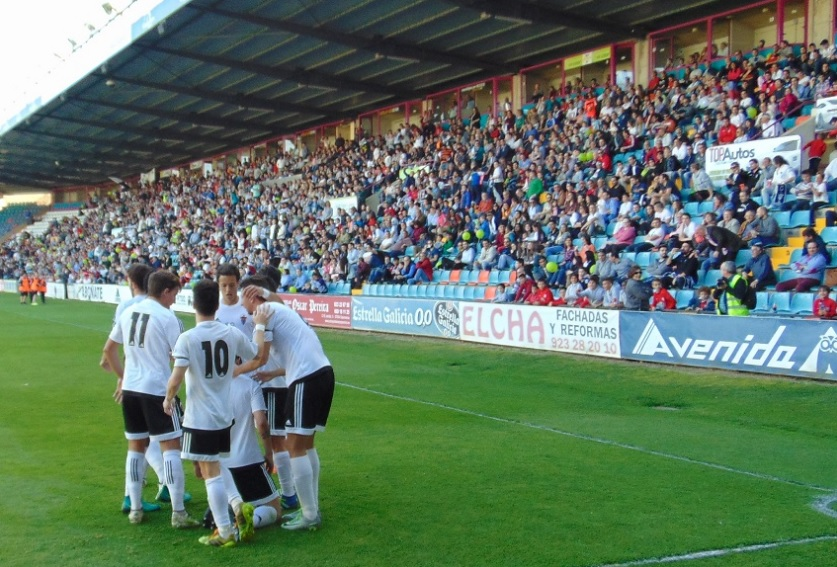
Jogadores do Salamanquense comemoram gol em 2017.
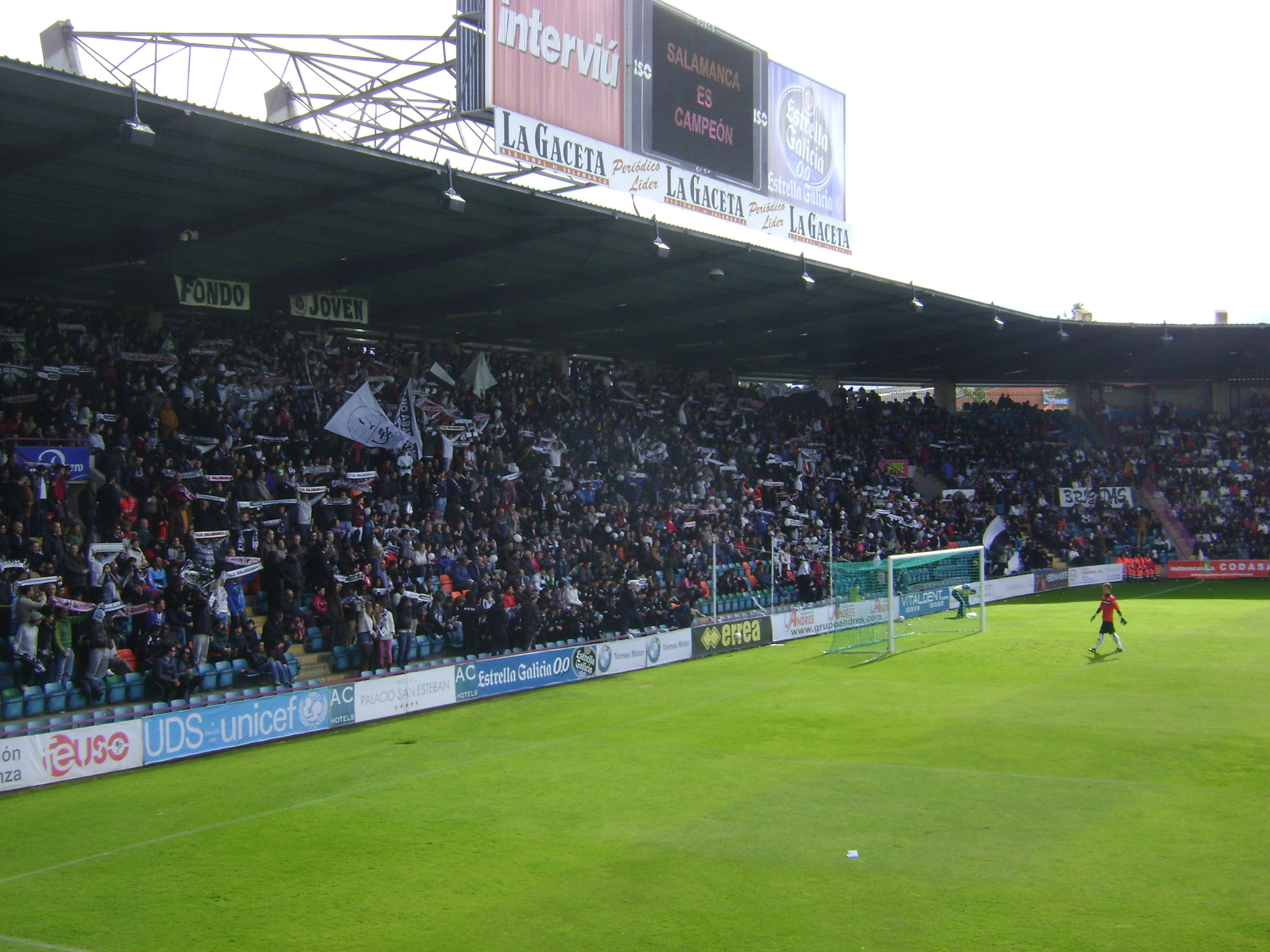
Torcedores do Salamanca.
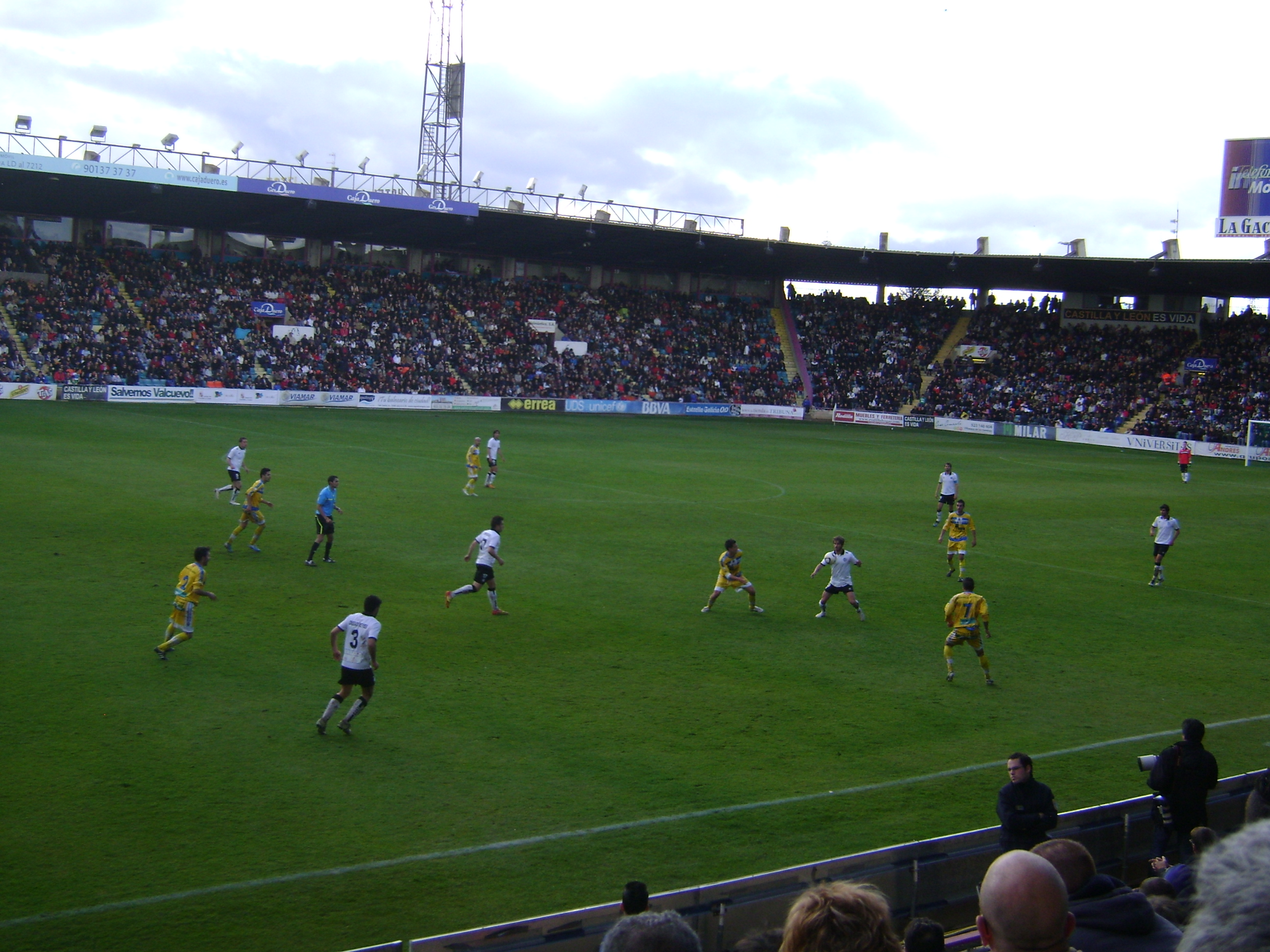
O El Helmántico durante um jogo do Salamanca.
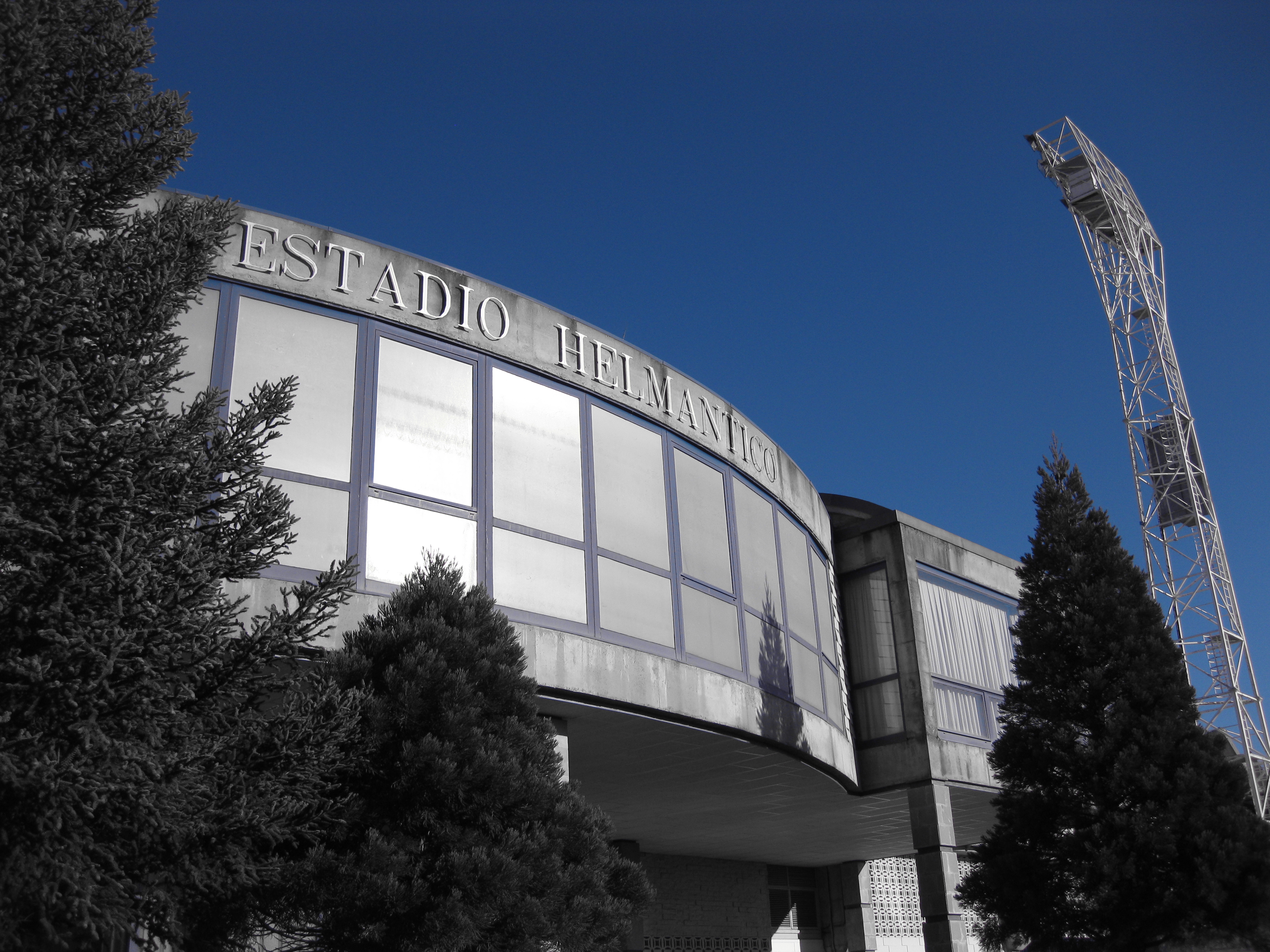
Fachada do estádio